# Ammonita (film)
Az Ammonita (eredeti cím: Ammonite) 2020-ban bemutatott brit filmdráma, amelyet Francis Lee írt és rendezett. A film Mary Anning paleontológus életén alapul. A főbb szerepekben Kate Winslet, Saoirse Ronan, Gemma Jones, James McArdle, Alec Secăreanu és Fiona Shaw látható.
Világpremierje a Torontói Nemzetközi Filmfesztiválon volt 2020. szeptember 11-én. Ausztráliában 2021. január 14-én a Transmission Films, az Egyesült Királyságban 2021. március 26-án a Lionsgate mutatta be a mozikban.

## Szereplők
| Szerep              | Színész          | Magyar hang            |
| ------------------- | ---------------- | ---------------------- |
| Mary Anning         | Kate Winslet     | Pálfi Kata             |
| Charlotte Murchison | Saoirse Ronan    | Gáspár Kata            |
| Elizabeth Philpot   | Fiona Shaw       | Menszátor Magdolna     |
| Molly Anning        | Gemma Jones      | Pásztor Erzsi          |
| Roderick Murchison  | James McArdle    | Szatory Dávid          |
| Dr. Lieberson       | Alec Secăreanu   | Horváth-Töreki Gergely |
| Eleanor Butters     | Claire Rushbrook | N/A                    |

## A film készítése
2018 decemberében jelentették be, hogy Kate Winslet és Saoirse Ronan csatlakozott a film szereplőgárdájához, Francis Lee pedig az általa írt forgatókönyvet rendezi. Iain Canning, Fodhla Cronin O'Reilly és Emile Sherman a See-Saw Films, a BBC Films és a British Film Institute producereként működnek közre. 2019 márciusában  Fiona Shaw bejelentette, hogy szerepet kap a filmben. 2019 májusában Alec Secareanu, James McArdle és Gemma Jones is csatlakozott a filmhez.
A forgatás 2019. március 11-én kezdődött a dorseti Lyme Regisben. A jeleneteket időrendi sorrendben vették fel, hogy a színészek fokozatosan elmélyülhessenek a szerepeikben. David Tucker, a Lyme Regis Múzeum igazgatója hozzájárult a film tudományos pontosságához.

## Fogadtatás
A film 87 552 dolláros bevételt hozott a nyitó hétvégéjén.
A Rotten Tomatoes honlapján 69%-ot ért el, 246 kritika alapján. A Metacritic oldalán 72 pontot szerzett a százból, 41 kritika alapján.
A The A.V. Club kritikusa, Katie Rife átlagosan értékelte. A The Hollywood Reporter "2020 legjobb filmjei" listáján a negyedik helyet szerezte meg. Az Indiewire "2020 ötven legjobb filmje" listáján a huszonhetedik lett. Az Esquire ugyanilyen listáján a negyvenharmadik helyre került. A RogerEbert.com "2020 legjobb filmjei" listájára is felkerült.